# Liste des regroupements et des acquisitions par Microsoft
 (mars 2019).
Le contenu est difficilement compréhensible vu les erreurs de traduction, qui sont peut-être dues à l'utilisation d'un logiciel de traduction automatique.
Microsoft est une société multinationale publique américaine dont le siège social se trouve à Redmond, dans l'État de Washington, aux États-Unis, qui développe, fabrique, concède des licences et assure le support d'une vaste gamme de produits et de services principalement en lien avec l'informatique par l'entremise de ses diverses divisions de produits. 
Créé le 4 avril 1975 pour développer et vendre des interpréteurs BASIC pour l'Altair 8800, la croissance de Microsoft l'a conduit à dominer le marché des systèmes d'exploitation d'ordinateurs à domicile avec MS-DOS au milieu des années 1980, suivi par la gamme de systèmes d'exploitation Microsoft Windows. Microsoft dominerait également le marché des suites bureautiques avec Microsoft Office. La société s'est diversifiée ces dernières années dans l'industrie du jeu vidéo avec la Xbox, la Xbox 360 et la Xbox One, ainsi que dans le marché de l'électronique grand public et des services numériques avec Zune, MSN et Windows Phone OS.
L'introduction en bourse de la société a eu lieu le 14 mars 1986. L'action, qui a finalement clôturé à 27,75 $ US la part, a culminé à 29,25 $ la part peu après l'ouverture du marché. Après l'offre, Microsoft avait une capitalisation boursière de 519 777 millions de dollars. Microsoft a par la suite acquis 207 sociétés, pris des actions dans 64 sociétés et réalisé 25 désinvestissements. Parmi les sociétés que Microsoft a acquises, 107 étaient basées aux États-Unis. Microsoft n'a pas publié les détails financiers de la plupart de ces fusions et acquisitions.
Depuis la première acquisition de Microsoft en 1987, l'entreprise a acheté en moyenne six entreprises par an. La société a acheté plus de dix sociétés par an entre 2005 et 2008, et elle a acquis 18 sociétés en 2006, dont Onfolio, Lionhead Studios, Massive Incorporated, ProClarity, Winternals Software et Colloquis. Microsoft a fait dix acquisitions d'une valeur de plus d'un milliard de dollars : Skype (2011), aQuantive (2007), Fast Search & Transfer (2008), Navision (2002), Visio Corporation (2000), Yammer (2012), Nokia (2013), Mojang (2014), LinkedIn (2016) et GitHub (2018).
Microsoft a également acheté plusieurs participations évaluées à plus d'un milliard de dollars. Elle a obtenu une participation de 11,5 % dans Comcast pour 1 milliard de dollars, une participation de 22,98 % dans Telewest Communications pour 2,263 milliards de dollars et une participation de 3 % dans AT&T Inc. pour 5 milliards de dollars. Parmi les désinvestissements de Microsoft, dont certaines parties de la société sont vendues à une autre société, seule Expedia, Inc. a été vendue pour plus d'un milliard de dollars ; USA Network a acheté la société le 5 février 2002 pour 1,372 milliard de dollars.

## Principales acquisitions
La première acquisition de Microsoft fut Forethought, Inc. (en) le 29 juin 1987. Forethought a été fondée en 1983 et a développé un programme de présentation qui sera plus tard connu comme Microsoft PowerPoint.
Le 31 décembre 1997, Microsoft a acquis Hotmail.com pour 500 millions de dollars, sa plus grosse acquisition à l'époque, et intégré Hotmail dans son groupe de services MSN. Hotmail, un service de messagerie web gratuit fondé en 1996 par Jack Smith et Sabeer Bhatia, a plus de 8,5 millions d'abonnés au début du mois.
Microsoft a acquis Visio Corporation, basée à Seattle, le 7 janvier 2000 pour 1,375 milliard de dollars. Visio, une société de logiciels, a été fondée en 1990 sous le nom d'Axon Corporation et a fait l'objet d'un premier appel public à l'épargne en novembre 1995. La société a développé le logiciel d'application de diagramme, Visio, qui a été intégré dans la gamme de produits Microsoft sous le nom de Microsoft Visio après son acquisition.
Le 12 juillet 2002, Microsoft a acheté Navision pour 1,33 milliard de dollars. La société, qui a développé la technologie pour le logiciel de planification des ressources d'entreprise Microsoft Dynamics NAV, a été intégrée à Microsoft sous la forme d'une nouvelle division nommée Microsoft Business Solutions[source insuffisante], rebaptisée plus tard Microsoft Dynamics.
Microsoft a acheté aQuantive, une société de publicité, le 13 août 2007 pour 6,333 milliards de dollars. Avant l'acquisition, aQuantive se classait au 14e rang mondial quant au chiffre d'affaires parmi les agences de publicité. aQuantive avait trois filiales au moment de l'acquisition : Avenue A/Razorfish, l'une des plus grandes agences numériques au monde, Atlas Solutions et DRIVE Performance Solutions. Microsoft a acquis la société norvégienne de recherche d'entreprise Fast Search & Transfer le 25 avril 2008 pour 1,191 milliard de dollars afin d'améliorer sa technologie de recherche.
Le 10 mai 2011, Microsoft a annoncé l'acquisition de Skype Technologies, créateur du service VoIP Skype, pour 8,5 milliards de dollars. Avec une valeur 32 fois supérieure aux bénéfices d'exploitation de Skype, l'opération était la plus importante acquisition de Microsoft à l'époque,. Skype deviendrait une division au sein de Microsoft, avec l'ancien PDG de Skype, Tony Bates - puis le premier président de la division - rendant compte au PDG de Microsoft.
Le 2 septembre 2013, Microsoft a annoncé son intention d'acquérir la division matériel mobile de Nokia (qui avait établi un partenariat à long terme avec Microsoft pour produire des smartphones construits à partir de sa plate-forme Windows Phone) pour un montant de 3,79 milliards d'euros, ainsi que 1,65 milliard d'euros pour concéder sous licence le portefeuille de brevets de Nokia. Steve Ballmer a considéré l'achat comme un « pas audacieux vers l'avenir » pour les deux sociétés, principalement en raison de ses récentes collaborations. L'acquisition, qui devrait être conclue au début de 2014 dans l'attente de l'approbation réglementaire, n'inclura pas le service de cartographie here wego ni la division infrastructure Nokia Solutions and Networks, qui sera conservée par Nokia,.
Le 13 juin 2016, Microsoft a annoncé qu'il est prévu d'acquérir le site de réseautage professionnel LinkedIn pour 26,2 milliards$, et ce avant fin 2016. L'acquisition permettrait de garder LinkedIn en tant que marque distincte et de retenir son actuel PDG, Jeff Weiner, qui relèvera par la suite du PDG de Microsoft, Satya Nadella. L'acquisition a été finalisée le 8 décembre 2016.
Le 4 juin 2018, Microsoft a acheté GitHub pour 7,5 milliards de dollars. Après 10 années d'existence, la plus grande plateforme d’hébergement de projets logiciels collaboratif basée sur le logiciel git est acquise par Microsoft. L'ancien PDG de GitHub, Chris Wanstrath (en)(EN) assumera un nouveau rôle chez Microsoft. Il travaillera en étroite collaboration avec Nat Friedman, le nouveau PDG de GitHubi. La PDG de Sony a protesté contre l’accord,.

## Acquisitions
| Numéro | Date              | Société                          | Secteur d'activité                                        | Pays             | Montant (USD)  | Références |
| ------ | ----------------- | -------------------------------- | --------------------------------------------------------- | ---------------- | -------------- | ---------- |
| 1      | 30 juillet 1987   | Forethought, Inc.                | Logiciel informatique                                     | États-Unis       | 14 000 000     | [ 22 ]     |
| 2      | 31 mars           | Consumers Software               | Logiciel                                                  | Canada           | —              | [ 23 ]     |
| 3      | 29 juin 1992      | Fox Software                     | Logiciel de données                                       | États-Unis       | —              | [ 24 ]     |
| 4      | 28 février 1994   | Softimage                        | Logiciel de modélisation 3D                               | Canada           | —              | [ 25 ]     |
| 5      | 27 septembre 1994 | Altamira Software                | Logiciel                                                  | États-Unis       | —              | [ 26 ]     |
| 6      | 1er novembre 1994 | NextBase                         | Logiciel                                                  | États-Unis       | —              | [ 27 ]     |
| 7      | 15 novembre 1994  | One Tree Software                | Logiciel                                                  | États-Unis       | —              | [ 28 ]     |
| 8      | 23 février 1995   | RenderMorphics                   | Matériel graphique 3D                                     | États-Unis       | —              | [ 29 ]     |
| 9      | 10 juillet 1995   | Network Managers                 | Conception de système                                     | Royaume-Uni      | —              | [ 30 ]     |
| 10     | 17 octobre 1995   | The Blue Ribbon SoundWorks       | Logiciel                                                  | États-Unis       | —              | [ 31 ]     |
| 11     | 6 novembre 1995   | Netwise                          | Logiciel informatique                                     | États-Unis       | —              | [ 32 ]     |
| 12     | 12 décembre 1995  | Bruce Artwick Organization       | Programmation                                             | États-Unis       | —              | [ 33 ]     |
| 13     | 16 janvier 1996   | Vermeer Technologies             | Logiciel                                                  | États-Unis       | 133 000 000    | [ 34 ]     |
| 14     | 6 mars 1996       | VGA-Animation Software Div       | Logiciel                                                  | Allemagne        | —              | [ 35 ]     |
| 15     | 12 mars 1996      | Colusa Software                  | Logiciel                                                  | États-Unis       | —              | [ 36 ]     |
| 16     | 4 avril 1996      | Exos                             | Régulateur de jeux vidéo                                  | États-Unis       | —              | [ 37 ]     |
| 17     | 23 avril 1996     | Aspect Software Engineering      | Logiciel informatique                                     | États-Unis       | 14 150 000     | [ 38 ]     |
| 18     | 11 juin 1996      | eShop                            | Logiciel                                                  | États-Unis       | —              | [ 39 ]     |
| 19     | 17 juin 1996      | Electric Gravity                 | Jeux électroniques                                        | États-Unis       | —              | [ 40 ]     |
| 20     | 1er novembre 1996 | Panorama Software Sys-On-Line    | Logiciel                                                  | Canada           | —              | [ 41 ]     |
| 21     | 3 février 1997    | NetCarta                         | Logiciel internet                                         | États-Unis       | 20 000 000     | [ 42 ]     |
| 22     | 3 mars 1997       | Interse                          | Logiciel internet                                         | États-Unis       | —              | [ 43 ]     |
| 23     | 30 avril 1997     | WebTV Networks                   | Internet service provider                                 | États-Unis       | 425 000 000    | [ 44 ]     |
| 24     | 7 mai 1997        | Dimension X                      | Java-based platforms                                      | États-Unis       | —              | [ 45 ]     |
| 25     | 13 juin 1997      | Cooper & Peters                  | Programming                                               | États-Unis       | —              | [ 46 ]     |
| 26     | 30 juin 1997      | LinkAge Software                 | Internet software development                             | Canada           | —              | [ 47 ]     |
| 27     | 4 aout 1997       | VXtreme                          | Internet video software                                   | États-Unis       | —              | [ 48 ]     |
| 28     | 31 décembre 1997  | Hotmail                          | Internet software                                         | États-Unis       | 500 000 000    | [ 49 ]     |
| 29     | 23 février 1998   | Flash Communications             | Enterprise instant messaging software                     | États-Unis       | —              | ,          |
| 30     | 15 avril 1998     | Firefly                          | Relationship management software                          | États-Unis       | 40 000 000     | [ 52 ]     |
| 31     | 28 avril 1998     | MESA Group                       | Data sharing software                                     | États-Unis       | —              | [ 53 ]     |
| 32     | 25 aout 1998      | Valence Research                 | Internet software                                         | États-Unis       | —              | [ 54 ]     |
| 33     | 06 novembre 1998  | LinkExchange                     | Internet advertising network                              | États-Unis       | 265 000 000    | [ 55 ]     |
| 34     | 11 janvier 1999   | FASA Interactive                 | Computer game software                                    | États-Unis       | —              | [ 56 ]     |
| 35     | 4 mars 1999       | CompareNet                       | Shopping online                                           | États-Unis       | —              | [ 57 ]     |
| 36     | 26 mars 1999      | Numinous Technologies            | Software                                                  | États-Unis       | —              | [ 58 ]     |
| 37     | 27 avril 1999     | Interactive Objects-Digital      | Web music software                                        | États-Unis       | —              | [ 59 ]     |
| 38     | 30 avril 1999     | Jump Networks                    | Internet service provider                                 | États-Unis       | —              | [ 60 ]     |
| 39     | 7 juin 1999       | ShadowFactor Software            | Wholesale computer software                               | États-Unis       | —              | [ 61 ]     |
| 40     | 15 juin 1999      | Omnibrowse                       | Internet software                                         | États-Unis       | —              | [ 62 ]     |
| 41     | 28 juin 1999      | Intrinsa                         | Defect detection software                                 | États-Unis       | 58 900 000     | [ 63 ]     |
| 42     | 01 juillet 1999   | Sendit                           | Application software                                      | Suède            | 125 420 000    | [ 64 ]     |
| 43     | 7 juillet 1999    | Zoomit                           | Encryption software                                       | Canada           | —              | [ 65 ]     |
| 44     | 21 juillet 1999   | STNC                             | Community software                                        | Royaume-Uni      | —              | [ 66 ]     |
| 45     | 19 septembre 1999 | Softway Systems                  | Computer programming                                      | États-Unis       | —              | [ 67 ]     |
| 46     | 29 octobre 1999   | Entropic                         | Software                                                  | États-Unis       | —              | [ 68 ]     |
| 47     | 7 janvier 2000    | Visio Corporation                | Wholesale drawing software                                | États-Unis       | 1 375 000 000  | [ 69 ]     |
| 48     | 29 février 2000   | Peach Networks                   | Digital TV services                                       | Israël           | —              | [ 70 ]     |
| 49     | 17 mars 2000      | Travelscape                      | Internet service provider                                 | États-Unis       | 89 750 000     | [ 71 ]     |
| 50     | 12 avril 2000     | Titus Communications             | Cable television                                          | États-Unis       | 944 800 000    | [ 72 ]     |
| 51     | 19 juin 2000      | Bungie Software                  | Computer software                                         | États-Unis       | —              | [ 73 ]     |
| 52     | 12 juillet 2000   | NetGames                         | Software                                                  | États-Unis       | —              | [ 74 ]     |
| 53     | 13 septembre 2000 | MongoMusic                       | Online music search engine                                | États-Unis       | 65 000 000     | [ 75 ]     |
| 54     | 27 septembre 2000 | Pacific Microsonics              | Digital audio technology                                  | États-Unis       | —              | [ 76 ]     |
| 55     | 17 mars 2001      | Vacationspot                     | Internet service provider                                 | États-Unis       | 70 850 000     | [ 77 ]     |
| 56     | 5 avril 2001      | Great Plains Software            | Business management software                              | États-Unis       | 939 884 000    | [ 78 ]     |
| 57     | 2 mai 2001        | Intellisol International         | Software                                                  | Canada           | —              | [ 79 ]     |
| 58     | 31 mai 2001       | NCompass Labs                    | Internet software                                         | Canada           | 36 000 000     | [ 80 ]     |
| 59     | 21 juin 2001      | Maximal Innovative Intelligence  | Software                                                  | Israël           | 20 000 000     | [ 81 ]     |
| 60     | 1er juillet 2001  | Yupi                             | Online Spanish Portal                                     | États-Unis       | —              | [ 82 ]     |
| 61     | 11 mars 2002      | Classic Custom Vacations         | Travel agency                                             | États-Unis       | 78 000 000     | [ 83 ]     |
| 62     | 22 mai 2002       | Sales Management Systems         | Software                                                  | États-Unis       | —              | [ 84 ]     |
| 63     | 12 juillet 2002   | Navision                         | Software programming                                      | Danemark         | 1 330 000 000  | [ 85 ]     |
| 64     | 29 juillet 2002   | Mobilocity                       | Computer consulting                                       | États-Unis       | —              | [ 86 ]     |
| 65     | 10 septembre 2002 | XDegrees                         | Security software                                         | États-Unis       | —              | [ 87 ]     |
| 66     | 24 septembre 2002 | Rare                             | Software and video games                                  | Royaume-Uni      | 375 000 000    | [ 88 ]     |
| 67     | 13 décembre 2002  | Vicinity                         | Online enterprise location                                | États-Unis       | 95 849 000     | [ 89 ]     |
| 68     | 25 février 2003   | Connectix                        | Software                                                  | États-Unis       | —              | [ 90 ]     |
| 69     | 03 mars 2003      | DCG                              | Internet software                                         | Australie        | —              | [ 91 ]     |
| 70     | 30 avril 2003     | PlaceWare                        | Web conferencing                                          | États-Unis       | 200 000 000    | [ 92 ]     |
| 71     | 27 mai 2003       | G.A. Sullivan                    | Information technology                                    | États-Unis       | —              | [ 93 ]     |
| 72     | 10 juin 2003      | GeCAD Software                   | Antivirus technology                                      | Romania          | —              | [ 94 ]     |
| 73     | 29 aout 2003      | 3DO Co-High Heat Baseball        | Software                                                  | États-Unis       | 450 000        | [ 95 ]     |
| 74     | 22 avril 2004     | Encore Bus Solutions-IP Asts     | IP assets                                                 | États-Unis       | —              | [ 96 ]     |
| 75     | 26 avril 2004     | ActiveViews                      | Reporting systems                                         | États-Unis       | —              | [ 97 ]     |
| 76     | 16 juillet 2004   | Lookout Software                 | Personal search tool                                      | États-Unis       | —              | [ 98 ]     |
| 77     | 16 décembre 2004  | GIANT Company Software           | Anti-spyware                                              | États-Unis       | —              | [ 99 ]     |
| 78     | 2 mars 2005       | en'tegrate                       | Software                                                  | États-Unis       | —              | [ 100 ]    |
| 79     | 9 avril 2005      | Groove Networks                  | Community software                                        | États-Unis       | —              | [ 101 ]    |
| 80     | 11 mai 2005       | MessageCast                      | Messaging                                                 | États-Unis       | 7 000 000      | [ 102 ]    |
| 81     | 31 mai 2005       | Tsinghua-Shenxun-Cert Asts       | Certain assets                                            | Chine            | 15 000 000     | [ 103 ]    |
| 82     | 21 juin 2005      | Sybari Software                  | Software                                                  | États-Unis       | —              | [ 104 ]    |
| 83     | 29 aout 2005      | Teleo                            | VoIP                                                      | États-Unis       | —              | [ 105 ]    |
| 84     | 31 aout 2005      | FrontBridge Technologies         | Email protection                                          | États-Unis       | —              | [ 106 ]    |
| 85     | 19 septembre 2005 | Alacris                          | Certificate management software                           | États-Unis       | —              | [ 107 ]    |
| 86     | 3 novembre 2005   | media-streams.com                | Software                                                  | Suisse           | —              | [ 108 ]    |
| 87     | 17 novembre 2005  | 5th Finger                       | Mobile                                                    | Australie        | 3 153 000      | [ 109 ]    |
| 88     | 19 janvier 2006   | UMT-Software and IP Assets       | Software                                                  | États-Unis       | —              | [ 110 ]    |
| 89     | 13 février 2006   | MotionBridge                     | Search                                                    | France           | 17 858 000     | [ 111 ]    |
| 90     | 13 février 2006   | Seadragon Software               | Software                                                  | États-Unis       | —              | [ 112 ]    |
| 91     | 7 mars 2006       | Apptimum                         | Software                                                  | États-Unis       | —              | [ 113 ]    |
| 92     | 7 mars 2006       | Onfolio                          | Internet software                                         | États-Unis       | —              | [ 114 ]    |
| 93     | 6 avril 2006      | Lionhead Studios                 | Video games                                               | Royaume-Uni      | —              | [ 115 ]    |
| 94     | 26 avril 2006     | AssetMetrix                      | Enterprise software                                       | Canada           | —              | [ 116 ]    |
| 95     | 4 mai 2006        | Massive Incorporated             | Video game advertising                                    | États-Unis       | —              | [ 117 ]    |
| 96     | 4 mai 2006        | Vexcel                           | Mapping software                                          | États-Unis       | —              | [ 118 ]    |
| 97     | 15 mai 2006       | DeepMetrix                       | Web log analysis                                          | États-Unis       | —              | [ 119 ]    |
| 98     | 6 juin 2006       | ProClarity                       | Analysis software                                         | États-Unis       | —              | [ 120 ]    |
| 99     | 27 juin 2006      | iView Multimedia                 | Digital asset management                                  | Royaume-Uni      | —              | [ 121 ]    |
| 100    | 17 juillet 2006   | Softricity                       | application virtualization software                       | États-Unis       | —              | [ 122 ]    |
| 101    | 18 juillet 2006   | Winternals Software              | Software                                                  | États-Unis       | —              | [ 123 ]    |
| 102    | 26 juillet 2006   | Whale Communications             | Applications                                              | Israël           | —              | [ 124 ]    |
| 103    | 26 septembre 2006 | Gteko                            | Applications                                              | Israël           | —              | [ 125 ]    |
| 104    | 2 octobre 2006    | DesktopStandard                  | Applications                                              | États-Unis       | —              | [ 126 ]    |
| 105    | 12 octobre 2006   | Colloquis                        | Natural language software                                 | États-Unis       | —              | [ 127 ]    |
| 106    | 9 mars 2007       | Medstory                         | Internet search engine                                    | États-Unis       | —              | [ 128 ]    |
| 107    | 26 mars 2007      | devBiz Business Solutions        | Software tools                                            | États-Unis       | —              | [ 129 ]    |
| 108    | 3 mai 2007        | ScreenTonic                      | Advertising and marketing                                 | France           | 35 000 000     | [ 130 ]    |
| 109    | 3 mai 2007        | Tellme Networks                  | Mobile phone software                                     | États-Unis       | —              | [ 131 ]    |
| 110    | 9 mai 2007        | SoftArtisans                     | Business Intelligence software                            | États-Unis       | —              | [ 132 ]    |
| 111    | 4 juin 2007       | Engyro                           | Information technology                                    | États-Unis       | —              | [ 133 ]    |
| 112    | 7 juin 2007       | Stratature                       | Master Data Management                                    | États-Unis       | —              | [ 134 ]    |
| 113    | 29 juin 2007      | Savvis Inc-Data Centers          | Networking                                                | États-Unis       | 200 000 000    | [ 135 ]    |
| 114    | 13 aout 2007      | AdECN                            | Ad Exchange                                               | États-Unis       | —              | [ 136 ]    |
| 115    | 13 aout 2007      | aQuantive                        | Digital marketing                                         | États-Unis       | 6 333 000 000  | [ 137 ]    |
| 116    | 2 octobre 2007    | Jellyfish.com                    | Search engine                                             | États-Unis       | —              | [ 138 ]    |
| 117    | 5 octobre 2007    | Parlano                          | Enterprise messaging software                             | États-Unis       | —              | [ 139 ]    |
| 118    | 29 octobre 2007   | Global Care Solutions-Assets     | Assets                                                    | Thaïlande        | —              | [ 140 ]    |
| 119    | 1er novembre 2007 | HOB Business Solutions           | Information technology                                    | Danemark         | —              | [ 141 ]    |
| 120    | 15 novembre 2007  | Musiwave                         | Mobile music entertainment                                | France           | —              | [ 142 ]    |
| 121    | 12 décembre 2007  | Multimap.com                     | Mapping                                                   | Royaume-Uni      | —              | [ 143 ]    |
| 122    | 22 janvier 2008   | Calista Technologies             | Software                                                  | États-Unis       | —              | [ 144 ]    |
| 123    | 7 février 2008    | Caligari Corporation             | Logiciel                                                  | États-Unis       | —              | [ 145 ]    |
| 124    | 27 février 2008   | YaData                           | Logiciel                                                  | Israël           | —              | [ 146 ]    |
| 125    | 14 mars 2008      | Rapt                             | Advertising yield management software                     | États-Unis       | —              | [ 147 ]    |
| 126    | 19 mars 2008      | Komoku                           | Rootkit security software                                 | États-Unis       | 5 000 000      | [ 148 ]    |
| 127    | 31 mars 2008      | 90 Degree Software               | Business intelligence software                            | Canada           | —              | [ 149 ]    |
| 128    | 14 avril 2008     | Farecast                         | Online search software                                    | États-Unis       | 75 000 000     | [ 150 ]    |
| 129    | 15 avril 2008     | Danger                           | Mobile Internet software                                  | États-Unis       | 500 000 000    | [ 151 ]    |
| 130    | 25 avril 2008     | Fast Search & Transfer           | Enterprise search                                         | Norvège          | 1 191 000 000  | [ 152 ]    |
| 131    | 26 mai 2008       | Kidaro                           | Logiciel                                                  | États-Unis       | —              | [ 153 ]    |
| 132    | 4 juin 2008       | Quadreon                         | Logiciel                                                  | Belgique         | —              | [ 154 ]    |
| 133    | 18 juin 2008      | Navic Networks                   | Management software                                       | États-Unis       | —              | [ 155 ]    |
| 134    | 26 juin 2008      | Mobicomp                         | Mobile applications                                       | Portugal         | —              | [ 156 ]    |
| 135    | 11 aout 2008      | Powerset                         | Semantic Search                                           | États-Unis       | —              | [ 157 ]    |
| 136    | 16 septembre 2008 | DATAllegro                       | Data software                                             | États-Unis       | —              | [ 158 ]    |
| 137    | 28 septembre 2008 | Greenfield Online                | Search and e-commerce services                            | États-Unis       | 486 000 000    | [ 159 ]    |
| 138    | 1er mars 2009     | 3DV Systems                      | Developer of ZCam, a time-of-flight camera                | Israël           | 35 000 000     | [ 160 ]    |
| 139    | 7 mai 2009        | BigPark                          | Interactive online gaming                                 | Canada           | —              |            |
| 140    | 1er juin 2009     | Rosetta Biosoftware              | Bioinformatics solutions for life science research        | États-Unis       | —              | [ 161 ]    |
| 141    | 22 septembre 2009 | Interactive Supercomputing       | Software                                                  | États-Unis       | —              | [ 162 ]    |
| 142    | 10 décembre 2009  | Opalis Software                  | Software                                                  | Canada           | —              | [ 163 ]    |
| 143    | 10 décembre 2009  | Sentillion, Inc.                 | Identity and Access Management Software for Healthcare    | États-Unis       | —              | [ 164 ]    |
| 144    | 6 octobre 2010    | AVIcode, Inc.                    | .Net monitoring technology                                | États-Unis       | —              | [ 165 ]    |
| 145    | 29 octobre 2010   | Canesta, Inc.                    | 3-D sensing technology                                    | États-Unis       | —              | [ 166 ]    |
| 146    | 10 mai 2011       | Skype Technologies               | Telecommunications                                        | Luxembourg       | 8 500 000 000  | [ 167 ]    |
| 147    | 7 juin 2011       | Prodiance                        | Software                                                  | États-Unis       | —              | ,          |
| 148    | 22 novembre 2011  | Videosurf                        | Video search                                              | États-Unis       | 100 000 000    | ,          |
| 149    | 25 juin 2012      | Yammer                           | Social networking                                         | États-Unis       | 1 200 000 000  | [ 172 ]    |
| 150    | 9 juillet 2012    | Perceptive Pixel                 | Multi touch hardware                                      | États-Unis       | —              | [ 173 ]    |
| 151    | 4 octobre 2012    | PhoneFactor                      | Two-factor authentication system                          | États-Unis       | —              | [ 174 ]    |
| 152    | 16 octobre 2012   | StorSimple                       | Cloud-storage appliance vendor                            | États-Unis       | —              | [ 175 ]    |
| 153    | 17 octobre 2012   | MarketingPilot                   | Marketing automation firm                                 | États-Unis       | —              | [ 176 ]    |
| 154    | 3 janvier 2013    | id8 Group R2 Studios             | Home automation                                           | États-Unis       | —              | [ 177 ]    |
| 155    | 2 février 2013    | Pando Networks                   | Peer-to-peer (P2P) media distribution                     | États-Unis       | —              | [ 178 ]    |
| 156    | 4 mars 2013       | MetricsHub                       | Cloud monitoring                                          | États-Unis       | —              | [ 179 ]    |
| 157    | 19 mars 2013      | Netbreeze                        | Social analytics                                          | Suisse           | —              | [ 180 ]    |
| 158    | 3 juin 2013       | InRelease                        | Release management                                        | Canada           | —              | [ 181 ]    |
| 159    | 2 septembre 2013  | Nokia mobile phones unit         | Mobile phones, smartphones                                | Finlande         | 7 200 000 000  | [ 182 ]    |
| 160    | 12 octobre 2013   | HLW Software                     | RDP applications                                          | Autriche         | —              | [ 183 ]    |
| 161    | 25 octobre 2013   | Apiphany                         | API management                                            | États-Unis       | —              | [ 184 ]    |
| 162    | 7 janvier 2014    | Parature                         | Customer service software                                 | États-Unis       | 100 000 000    | [ 185 ]    |
| 163    | 1er mai 2014      | GreenButton                      | Cloud computing                                           | Nouvelle-Zélande | —              | [ 186 ]    |
| 164    | 1er mai 2014      | Capptain                         | (Mobile) application development                          | France           | —              | [ 187 ]    |
| 165    | 2 juillet 2014    | SyntaxTree                       | Developer tools                                           | France           | —              | [ 188 ]    |
| 166    | 11 juillet 2014   | InMage                           | Disaster recovery solutions                               | États-Unis       | —              | [ 189 ]    |
| 167    | 1er aout 2014     | Inception Mobile Inc.            | Software                                                  | Canada           | —              | [ 190 ]    |
| 168    | 6 novembre 2014   | Mojang                           | Video games                                               | Suède            | 2 500 000 000  | [ 191 ]    |
| 169    | 13 novembre 2014  | Aorato                           | Enterprise Security & machine learning                    | Israël           | —              | [ 192 ]    |
| 170    | 2 décembre 2014   | Acompli                          | Mobile Email Apps                                         | États-Unis       | —              | [ 193 ]    |
| 171    | 11 décembre 2014  | HockeyApp                        | Mobile Beta Distribution & Crash Analytics                | Allemagne        | —              | [ 194 ]    |
| 172    | 20 janvier 2015   | Equivio                          | Text Analytics Service                                    | Israël           | —              | [ 195 ]    |
| 173    | 23 janvier 2015   | Revolution Analytics             | Statistical computing and predictive analytics            | États-Unis       | —              | [ 196 ]    |
| 174    | 4 février 2015    | Sunrise Atelier, Inc.            | Sunrise Calendar applications                             | États-Unis       | 100 000 000    | [ 197 ]    |
| 175    | 12 février 2015   | N-trig                           | Styli and pen input hardware and software                 | Israël           | 200 000 000    | [ 198 ]    |
| 176    | 26 mars 2015      | LiveLoop                         | PowerPoint collaboration                                  | États-Unis       | —              | [ 199 ]    |
| 177    | 14 avril 2015     | Datazen Software, Inc.           | Mobile business intelligence & Data visualization         | Canada           | —              | [ 200 ]    |
| 178    | 2 juin 2015       | 6Wunderkinder GmbH               | Wunderlist to-do list applications                        | Allemagne        | —              | [ 201 ]    |
| 179    | 10 juin 2015      | BlueStripe Software              | Application management                                    | États-Unis       | —              | [ 202 ]    |
| 180    | 16 juillet 2015   | FieldOne Systems LLC             | Enterprise Field Service                                  | États-Unis       | —              | [ 203 ]    |
| 181    | 19 juillet 2015   | Adallom                          | Cloud security                                            | Israël           | 320,000,000    | ,          |
| 182    | 3 aout 2015       | Incent Games, LLC                | Sales-gamification                                        | États-Unis       | —              | [ 206 ]    |
| 183    | 3 septembre 2015  | VoloMetrix, Inc.                 | Organisational analytics                                  | États-Unis       | —              | [ 207 ]    |
| 184    | 11 septembre 2015 | Double Labs, Inc.                | Mobile lock screen software                               | États-Unis       | —              | [ 208 ]    |
| 185    | 28 septembre 2015 | Adxstudio Inc.                   | Web portal and application lifecycle management solutions | Canada           | —              | [ 209 ]    |
| 186    | 2 octobre 2015    | Telekinesys Research Ltd.        | Game technology vendor                                    | Irlande          | —              | [ 210 ]    |
| 187    | 5 novembre 2015   | Mobile Data Labs, Inc.           | MileIQ, a mileage tracking application                    | États-Unis       | —              | [ 211 ]    |
| 188    | 9 novembre 2015   | Secure Islands Technologies Ltd. | Protection de données                                     | Israël           | —              | [ 212 ]    |
| 189    | 18 décembre 2015  | Metanautix                       | Big Data Analytics                                        | États-Unis       | —              | [ 213 ]    |
| 190    | 21 décembre 2015  | Talko, Inc.                      | Mobile communications                                     | États-Unis       | —              | [ 214 ]    |
| 191    | 19 janvier 2016   | Teacher Gaming LLC               | Education software                                        | Finlande         | —              | [ 215 ]    |
| 192    | 3 février 2016    | TouchType, Ltd.                  | SwiftKey, a keyboard productivity application             | Royaume-Uni      | 250 000 000    | ,          |
| 193    | 9 février 2016    | Groove                           | Music Discovery                                           | Canada           | —              | [ 219 ]    |
| 194    | 24 février 2016   | Xamarin                          | Mobile application development                            | États-Unis       | —              | ,          |
| 195    | 3 mai 2016        | Solair                           | Internet of Things platform                               | Italie           | —              | [ 224 ]    |
| 196    | 8 aout 2016       | Beam (now known as Mixer)        | Video game streaming                                      | États-Unis       | —              | ,          |
| 197    | 20 aout 2016      | Genee                            | AI-powered scheduling assistant service                   | États-Unis       | —              |            |
| 198    | 8 décembre 2016   | LinkedIn                         | Professional Networking Service                           | États-Unis       | 26 200 000 000 | [ 227 ]    |
| 199    | 13 janvier 2017   | Maluuba                          | Artificial Intelligence                                   | Canada           | —              | [ 228 ]    |
| 200    | 17 janvier 2017   | Simplygon                        | 3D Gaming                                                 | Suède            | —              | [ 229 ]    |
| 201    | 10 avril 2017     | Deis                             | Container Management                                      | États-Unis       | —              | ,          |
| 202    | 18 avril 2017     | Intentional Software             | Collaborative Productivity Platform                       | États-Unis       | —              | [ 232 ]    |
| 203    | 8 juin 2017       | Hexadite                         | Cybersecurity                                             | Israël           | 100 000 000    | [ 233 ]    |
| 204    | 28 juin 2017      | Cloudyn                          | Cloud Business Management                                 | Israël           | 50 000 000     | [ 234 ]    |
| 205    | 15 aout 2017      | Cycle Computing                  | Cloud HPC                                                 | États-Unis       | —              | [ 235 ]    |
| 206    | 3 octobre 2017    | AltspaceVR                       | Virtual reality                                           | États-Unis       | —              | [ 236 ]    |
| 207    | 7 novembre 2017   | SWNG                             | Cinemagraphic photo app                                   | États-Unis       | —              | ,          |
| 208    | 29 janvier 2018   | Playfab                          | Gaming backend service                                    | États-Unis       | —              | ,          |
| 209    | 18 mai 2018       | Semantic Machines                | Conversational AI                                         | États-Unis       | —              | [ 241 ]    |
| 210    | 4 juin 2018       | GitHub Inc.                      | Web Hosting                                               | États-Unis       | 7 500 000 000  |            |
| 211    | 28 juillet 2021   | Suplari                          | Logiciel                                                  | États-Unis       | —              | [ 242 ]    |

## Participations
| Date              | Société                     | Secteur d'activité                   | Pays         | Montant (USD) | Références |
| ----------------- | --------------------------- | ------------------------------------ | ------------ | ------------- | ---------- |
| 15 juin 1989      | Santa Cruz Operation        | Wholesale computer software          | États-Unis   | —             | [ 243 ]    |
| 18 mars 1991      | Dorling Kindersley          | Reference books                      | Royaume-Uni  | 340 000       | [ 244 ]    |
| 21 juin 1994      | Stac Electronics            | Data compression software            | États-Unis   | 39 900 000    | [ 245 ]    |
| 19 janvier 1995   | UUNet                       | Internet service provider            | États-Unis   | —             | [ 246 ]    |
| 30 mai 1995       | Wang Laboratories           | Software consulting                  | États-Unis   | 90 000 000    | [ 247 ]    |
| 12 octobre 1995   | Individual                  | On-line information retrieval        | États-Unis   | —             | [ 248 ]    |
| 1er avril 1996    | Mobile Telecom Technologies | Cellular telephones                  | États-Unis   | 25 000 000    | [ 249 ]    |
| 22 avril 1996     | Helicon Publishing          | Electronic books                     | États-Unis   | —             | [ 250 ]    |
| 9 septembre 1996  | SingleTrac                  | Software                             | États-Unis   | —             | [ 251 ]    |
| 1er octobre 1996  | WebTV Networks              | Internet service provider            | États-Unis   | —             | [ 252 ]    |
| 28 octobre 1996   | VDOnet                      | Internet services                    | États-Unis   | —             | [ 253 ]    |
| 3 février 1997    | CMGI                        | Direct mail                          | États-Unis   | 20 000 000    | [ 254 ]    |
| 18 février 1997   | Digital Anvil               | Computer game software               | États-Unis   | —             | [ 255 ]    |
| 3 mars 1997       | Interse                     | Internet software                    | États-Unis   | —             | [ 256 ]    |
| 30 juin 1997      | Comcast                     | Cable television                     | États-Unis   | 1 000 000 000 | [ 257 ]    |
| 6 aout 1997       | Apple Computer              | Personal computers                   | États-Unis   | 150 000 000   | [ 258 ]    |
| 19 aout 1997      | Progressive Networks        | Internet software                    | États-Unis   | 30 000 000    | [ 259 ]    |
| 11 septembre 1997 | Lernout & Hauspie Speech    | Multilingual software                | Belgique     | 45 000 000    | [ 260 ]    |
| 23 septembre 1997 | E-Stamp                     | Internet software                    | États-Unis   | —             | [ 261 ]    |
| 4 mars 1998       | General Magic               | Community software                   | États-Unis   | 6 000 000     | [ 262 ]    |
| 6 mars 1998       | WavePhore                   | Radio and television equipment       | États-Unis   | —             | [ 263 ]    |
| 18 juin 1998      | Pluto Technologies          | Network and storage                  | États-Unis   | —             | [ 264 ]    |
| 14 décembre 1998  | Qwest Communications        | Telecommunications                   | États-Unis   | 200 000 000   | [ 265 ]    |
| 6 janvier 1999    | SkyTel Communications       | Cellular telephones                  | États-Unis   | —             | [ 266 ]    |
| 31 janvier 1999   | United Pan-Europe Comm NV   | Broadband communities                | Pays-Bas     | 300 000 000   | [ 267 ]    |
| 1er février 1999  | NTL                         | Communications                       | Royaume-Uni  | 500 000 000   | [ 268 ]    |
| 2 février 1999    | Banyan                      | Software                             | États-Unis   | 10 000 000    | [ 269 ]    |
| 2 mars 1999       | Dialogic                    | Computer telephony                   | États-Unis   | 24 200 000    | [ 270 ]    |
| 8 mars 1999       | Reciprocal                  | Copyright protection                 | États-Unis   | —             | [ 271 ]    |
| 1er avril 1999    | TV Cabo Portugal SA         | Cable television                     | Portugal     | 38 600 000    | [ 272 ]    |
| 10 avril 1999     | Lernout & Hauspie Speech    | Multilingual software                | Belgique     | 15 000 000    | [ 273 ]    |
| 8 juin 1999       | Inprise                     | Computer software                    | États-Unis   | 125 000 000   | [ 274 ]    |
| 8 juin 1999       | NaviSite                    | Internet service provider            | États-Unis   | —             | [ 275 ]    |
| 19 juin 1999      | AT&T Inc.                   | Telecommunications                   | États-Unis   | 5 000 000 000 | [ 276 ]    |
| 22 juin 1999      | Concentric Network          | IP-based networks                    | États-Unis   | 50 000 000    | [ 277 ]    |
| 5 juillet 1999    | WebMD                       | Web-based health information         | États-Unis   | 250 000 000   | [ 278 ]    |
| 20 aout 1999      | Tuttle Decision Systems     | Mortgage pricing information         | États-Unis   | —             | [ 279 ]    |
| 25 aout 1999      | Rogers Communications       | Radio and television stations        | Canada       | 405 120 000   | [ 280 ]    |
| 3 décembre 1999   | Korea Thrunet               | Internet service provider            | Corée du Sud | 36 000 000    | [ 281 ]    |
| 28 décembre 1999  | Globo Cabo                  | Cable television                     | Brésil       | 126 000 000   | [ 282 ]    |
| 30 décembre 1999  | Commtouch Software          | Community security software          | Israël       | 20 000 000    | [ 283 ]    |
| 31 décembre 1999  | Gigamedia                   | Internet service provider            | Taïwan       | 31 470 000    | [ 284 ]    |
| 24 janvier 2000   | Intertainer                 | Interactive systems                  | États-Unis   | 56 000 000    | [ 285 ]    |
| 24 janvier 2000   | VerticalNet                 | Management solutions                 | États-Unis   | 100 000 000   | [ 286 ]    |
| 23 février 2000   | BroadBand Office            | Communication                        | États-Unis   | 25 000 000    | [ 287 ]    |
| 2 mars 2000       | Ecoss                       | Computer programming                 | Japon        | 46 000        | [ 288 ]    |
| 13 mars 2000      | RealNames                   | Internet navigation                  | États-Unis   | —             | [ 289 ]    |
| 14 mars 2000      | MEASAT Broadcast Network    | Television broadcasting              | Malaisie     | 100 000 000   | [ 290 ]    |
| 14 avril 2000     | Best Buy                    | Retail stores                        | États-Unis   | 200 000 000   | [ 291 ]    |
| 7 juillet 2000    | Telewest Communications     | Cable television                     | États-Unis   | 2 263 000 000 | [ 292 ]    |
| 13 juillet 2000   | Blixer Net                  | Online telecommunications            | Italie       | —             | [ 293 ]    |
| 4 aout 2000       | CAIS Internet               | Internet access                      | États-Unis   | 40 000 000    | [ 294 ]    |
| 2 octobre 2000    | Corel Corporation           | Software                             | Canada       | 89 370 000    | [ 295 ]    |
| 29 novembre 2000  | Chyron Corporation          | Digital graphics                     | États-Unis   | 6 000 000     | [ 296 ]    |
| 12 février 2001   | Audible.com                 | Online audio retail                  | États-Unis   | 10 000 000    | [ 297 ]    |
| 23 juillet 2001   | Sendo                       | Mobile handset                       | Royaume-Uni  | —             | [ 298 ]    |
| 14 février 2002   | USA Network                 | Television stations                  | États-Unis   | —             | [ 299 ]    |
| 3 novembre 2005   | ByteTaxi                    | Software                             | États-Unis   | —             | [ 300 ]    |
| 24 octobre 2007   | Facebook                    | Social network                       | États-Unis   | 240 000 000   | [ 301 ]    |
| 8 avril 2008      | OKWave                      | On-line community site               | Japon        | 2 515 000     | [ 302 ]    |
| 12 juin 2008      | Zignals                     | Online trading                       | Irlande      | —             | [ 303 ]    |
| 7 avril 2011      | Toyota Media Service Corp   | Web marketing services               | Japon        | —             | [ 304 ]    |
| 7 février 2012    | 24/7                        | Outsourcing and call center services | États-Unis   | —             | [ 305 ]    |
| 30 avril 2012     | Barnes & Noble              | Libraire                             | États-Unis   | 605 000 000   |            |

## Désinvestissements
| Date               | Acquirer                                 | Target company                                                | Target business                         | Acquirer country | Value (USD)    | References |
| ------------------ | ---------------------------------------- | ------------------------------------------------------------- | --------------------------------------- | ---------------- | -------------- | ---------- |
| 31 mars 1989       | Steve Ballmer                            | Microsoft                                                     | Wholesale computer software             | États-Unis       | 46 200 000     | [ 306 ]    |
| 17 juin 1992       | Microsoft                                | Microsoft                                                     | Wholesale computer software             | États-Unis       | 63 750 000     | [ 307 ]    |
| 6 juillet 1994     | Microsoft                                | Microsoft                                                     | Wholesale computer software             | États-Unis       | 348 000 000    | [ 308 ]    |
| 22 décembre 1994   | TCI Technology Ventures                  | MSN                                                           | Internet service provider               | États-Unis       | 125 000 000    | [ 309 ]    |
| 15 novembre 1996   | Microsoft                                | MSN                                                           | Internet service provider               | États-Unis       | 125 000 000    | [ 310 ]    |
| 19 décembre 1996   | Proginet                                 | TransAccess                                                   | Software                                | États-Unis       | 1 740 000      | [ 311 ]    |
| 3 août 1998        | Avid Technology                          | Softimage                                                     | 3-D visualization software              | Canada           | 284 295 000    | [ 312 ]    |
| 21 septembre 1999  | Ticketmaster Online-CitySearch           | MSN Sidewalk                                                  | Internet city guide                     | États-Unis       | 340 000 000    | [ 313 ]    |
| 24 février 2000    | Electronic Arts                          | DreamWorks Interactive                                        | Computer programs                       | États-Unis       | —              | [ 314 ]    |
| 10 août 2000       | Envoy Communications                     | Sage Information Consultants                                  | Consulting                              | Canada           | 23 730 000     | [ 315 ]    |
| 1er septembre 2000 | Jupiter Telecommunications               | Titus Communications                                          | Cable television                        | Japon            | —              | [ 316 ]    |
| 31 décembre 2000   | Technology Crossover Ventures            | Expedia, Inc.                                                 | Online travel                           | États-Unis       | 50 000 000     | [ 317 ]    |
| 26 juin 2001       | CNBC                                     | MSN MoneyCentral                                              | Financial information                   | États-Unis       | —              | [ 318 ]    |
| 5 février 2002     | USA Network                              | Expedia, Inc.                                                 | Online travel                           | États-Unis       | 1 372 000 000  | [ 319 ]    |
| 26 juillet 2002    | Liberty Media                            | Chofu CATV                                                    | Cable television                        | Japon            | 16 000 000     | [ 320 ]    |
| 12 août 2002       | Agency.com                               | KPE Inc-Certain Assets                                        | —                                       | États-Unis       | —              | [ 321 ]    |
| 22 février 2003    | The Reynolds and Reynolds Company        | MSN Autos-Dealerpoint Business                                | Online auto retail                      | États-Unis       | —              | [ 322 ]    |
| 29 mai 2003        | Telewest 22.98%                          | IDT                                                           | —                                       | Royaume-Uni      | 5 000 000      | [ 323 ]    |
| 31 octobre 2003    | Perri Croshaw                            | HWW Ltd-Women's Money Magazine                                | Magazines                               | Australie        | —              | [ 324 ]    |
| 4 novembre 2003    | Northgate Information Solutions          | PWA Group                                                     | Software                                | Royaume-Uni      | 7 052 000      | [ 325 ]    |
| 14 janvier 2005    | The Washington Post Company              | Slate                                                         | Online magazine                         | États-Unis       | —              | [ 326 ]    |
| 28 février 2005    | Ubisoft Entertainment                    | Microsoft Game-Sports Games                                   | Sports games                            | États-Unis       | —              | [ 327 ]    |
| 17 août 2006       | Microsoft                                | Microsoft                                                     | Wholesale computer software             | États-Unis       | 20 000 000 000 | [ 328 ]    |
| 11 mai 2007        | MacDonald Dettwiler                      | Vexcel Canada                                                 | Mapping software                        | États-Unis       | —              | [ 329 ]    |
| 22 septembre 2008  | Microsoft                                | Microsoft                                                     | Wholesale computer software             | États-Unis       | 36 200 000 000 | [ 330 ]    |
| 25 mai 2010        | Phase One                                | Expression Media                                              | Digital media asset management software | Danemark         | —              | [ 331 ]    |
| 16 octobre 2011    | Orion Health Asia Pacific of New Zealand | Microsoft-HIS Software (Hospital Information System Software) | Hospital Information Systems            | Nouvelle-Zélande | —              | [ 332 ]    |
| 19 mars 2012       | LeGuide.com SA                           | Ciao GmbH                                                     | Provider of online shopping services    | France           | —              |            |
| 5 septembre 2013   | Ericsson                                 | Microsoft Mediaroom                                           | End-to-end video platform               | Suède            | —              | [ 333 ]    |
| 18 décembre 2014   | Line Corporation (Naver)                 | MixRadio                                                      | Online music streaming                  | Japon            | —              | [ 334 ]    |
| 30 juin 2015       | Uber                                     | Street-mapping data                                           | Online maps                             | États-Unis       | —              | [ 335 ]    |
| 30 juin 2015       | AOL (Verizon)                            | Display ads                                                   | Online advertising                      | États-Unis       | —              | [ 336 ]    |